# Doroteia de Brandemburgo, Duquesa de Meclemburgo
Doroteia de Brandemburgo (Berlim, 9 de fevereiro de 1420 – Rehna, 19 de janeiro de 1491) foi uma Princesa de Brandemburgo, por nascimento, e, por casamento, Duquesa de Meclemburgo.

## Vida
Doroteia era filha do Eleitor Frederico I de Brandemburgo (1371-1440) e sua esposa Isabel da Baviera-Landshut (1383-1442), filha do Duque Frederico da Baviera-Landshut. Os irmãos de Isabel eram os Eleitores Frederico II e Alberto III Aquiles, que sucessivamente governaram Brandemburgo.
Em maio de 1432, Doroteia se casou com o Duque Henrique IV de Meclemburgo (1417-1477). Ela recebeu como dote Dömitz e Gorlosen, que sua irmã, Margarida de Brandemburgo, também tinham recebido quando ela se casou, entrando na Casa de Meclemburgo. O marido de Margarida, Luís VIII da Baviera, no entanto, morreu logo após o casamento. Quando uma disputa surgiu mais tarde, entre Brandemburgo e Meclemburgo, sobre a herança do principado de Wenden, os laços familiares, entre o Duque Henrique e o Eleitor Frederico, tornou mais fácil de se chegar a um acordo.
Henrique IV morreu em 1477. Depois de 1485, Doroteia viveu como freira no Convento de Rehna.. Ela morreu em 1491, e foi enterrada na igreja da cidade, a Igreja de São Tiago e São Dionísio, em Gadebusch. A sepultura de pedra é gravada com um desenho esculpido da Duquesa como uma freira, coroada por um dossel.

## Descendência
Do seu casamento com Henrique, Doroteia teve os seguintes filhos:
- Alberto VI (1438-1483), Duque de Meclemburgo

casou-se em 1466 (ou 1468), com a Condessa Catarina de Lindau-Ruppin (morta em 1485)
- João VI († 1474), Duque de Meclemburgo
- Magno II (1441-1503), Duque de Meclemburgo

casou-se, em 1478, com a Princesa Sofia da Pomerânia (1460-1504)
- Catarina (1442-1451/52)
- Ana (1447-1464)
- Isabel (1449-1506), Abadessa do Ribnitz
- Baltazar (1451-1507), Duque de Meclemburgo, coadjutor da Diocese de Schwerin, até 1479